# An Ending in Fire
An Ending in Fire ist das dritte Studioalbum der Death-Metal-Band Order from Chaos.

## Entstehung
An Ending in Fire enthält mehrere Lieder der Diskographie der Band in neu aufgenommenen Version: Nucleosynthesis erschien ursprünglich 1989 auf der EP Will to Power, Plateau of Invincibility 1994 auf der Live-EP Live into Distant Fears und der EP Plateau of Invincibility, Tenebrae und The Sign Draconis 1995 als Tenebrae / The Sign Draconis auf Dawn Bringer und De Stella Nova 1996 auf der EP And I Saw Eternity. Chuck Keller bejahte die Frage, ob dies dem Aufzeichnen der Geschichte von Order from Chaos in einem großen Finale und dem Aufzeigen ihres Wachstums über die Jahre gedient habe. Keller zufolge wollte die Band aufnehmen, was sie als Kulmination ihres Fortschritts wahrgenommen habe. Mehr als die Hälfte des Albums bestehe jedoch aus neuem Material. Für die Arbeit an ihrem letzten Lied There Lies Your Lord, Father of Victories brauchte Chuck Keller zwei Jahre. Passagen, die sich nach bereits vorhandenem Material der Band anhörten, verwarf er. Das Album wurde im April und Mai 1995 aufgenommen. Gegenüber dem Voices from the Darkside gab er an, dass An Ending in Fire drei Titel enthalten werde, die wiederum in einzelne Stücke unterteilt werden sollten.
Während der Arbeit am Album neigte die Band sich ihrem Ende zu. Laut Keller veränderte Pete Helmkamp das Cover ohne Kellers und Mike Millers Zustimmung und veränderte die Reihenfolge der Titelliste ebenfalls ohne Rücksprache mit ihnen. Er habe dies später damit zu erklären versucht, dass sie nicht mehr zusammen in einer Band gewesen seien und er daher nicht der Ansicht gewesen sei, dass er sie hätte konsultieren müssen. Mit dem Album endete auch Order from Chaos. Die Band hatte von vornherein festgelegt, nicht mehr als drei Alben aufzunehmen. Am 22. April 1995 spielte die Band ein letztes Mal vor Freunden in Kansas City. Das Album wurde letztlich 1998 veröffentlicht.

## Titelliste
1. Dawn Bringer Invictus – 01:30
2. Tenebrae – 06:25
3. The Sign Draconis – 01:36
4. Plateau of Invincibility – 06:06
5. The Angry Red Planet – 02:43
6. There Lies Your Lord, Father of Victories – 11:50
7. Nucleosynthesis – 01:48
8. De Stella Nova – 02:46
9. An Ending in Fire – 03:05

## Musikstil und Texte
Mors Dalos Ra von Necros Christos beschreibt die Musik als „[k]osmische Schwärze gepaart mit wahnwitzigem Riffing“.

## Gestaltung
Das Cover zeigt einen Steinbock. Dass dieser aussehe, als sei er aus einer Photographie der Mondoberfläche ausgeschnitten, und dass der Hintergrund an das Gemälde Triumph des Todes in der Galleria Regionale della Sicilia im Palazzo Abatellis in Palermo erinnere, bestätigte Keller nicht. Den Steinbock habe Helmkamp hinzugefügt, als Keller und Miller die Band verlassen hatten, und ohne sich mit ihnen abzusprechen. Keller und Miller hätten es ersterem zufolge mit Sicherheit nicht zugelassen.

## Rezeption
Mors Dalos Ra zählt An Ending in Fire als Klassiker des Black Metal auf. Order from Chaos sei „[e]ine der unterbewertetsten Bands aller Zeiten - drauf geschissen, ob das jetzt Black Metal ist oder nicht“. Er bezeichnete das Album als „absolutes Meisterwerk“. Das Rock Hard nahm die Veröffentlichung in die Liste der „250 Black-Metal-Alben, die man kennen sollte“ auf.